# Tülay
Tülay ist ein türkischer weiblicher Vorname französischer und türkischer Herkunft mit der Bedeutung „Tüll-Mond“.

## Namensträgerinnen
- Tülay Özer (* 1955), türkisch-alevitische Sängerin
- Tülay Sanlav (* 1969), türkische Künstlerin und Songwriterin
- Tülay Sözbir-Seidel (* 1972), türkische Grafikerin und Illustratorin
- Tülay Tuğcu (* 1942), türkische Juristin